# 門迪索羅薩球場
门迪索罗萨球场（西班牙語：Estadio de Mendizorroza）是西班牙维多利亚的一座足球场。该球场是阿拉维斯体育的主场。

## 历史
球场于1924年4月27日开放，是西班牙第三古老的足球场，仅次于莫利农球场和梅斯塔利亚球场。
在历史上，这座体育场曾进行过几次翻修。最重要的一次是1999年的扩建，在角落里建了新的看台，以增加体育场的容纳能力，目前有19840个座位。
2016年12月，俱乐部主席约西亚·奎雷吉塔宣布了体育场的现代化扩建计划，可能会把球场容量提高到2.8万个。

## 图片

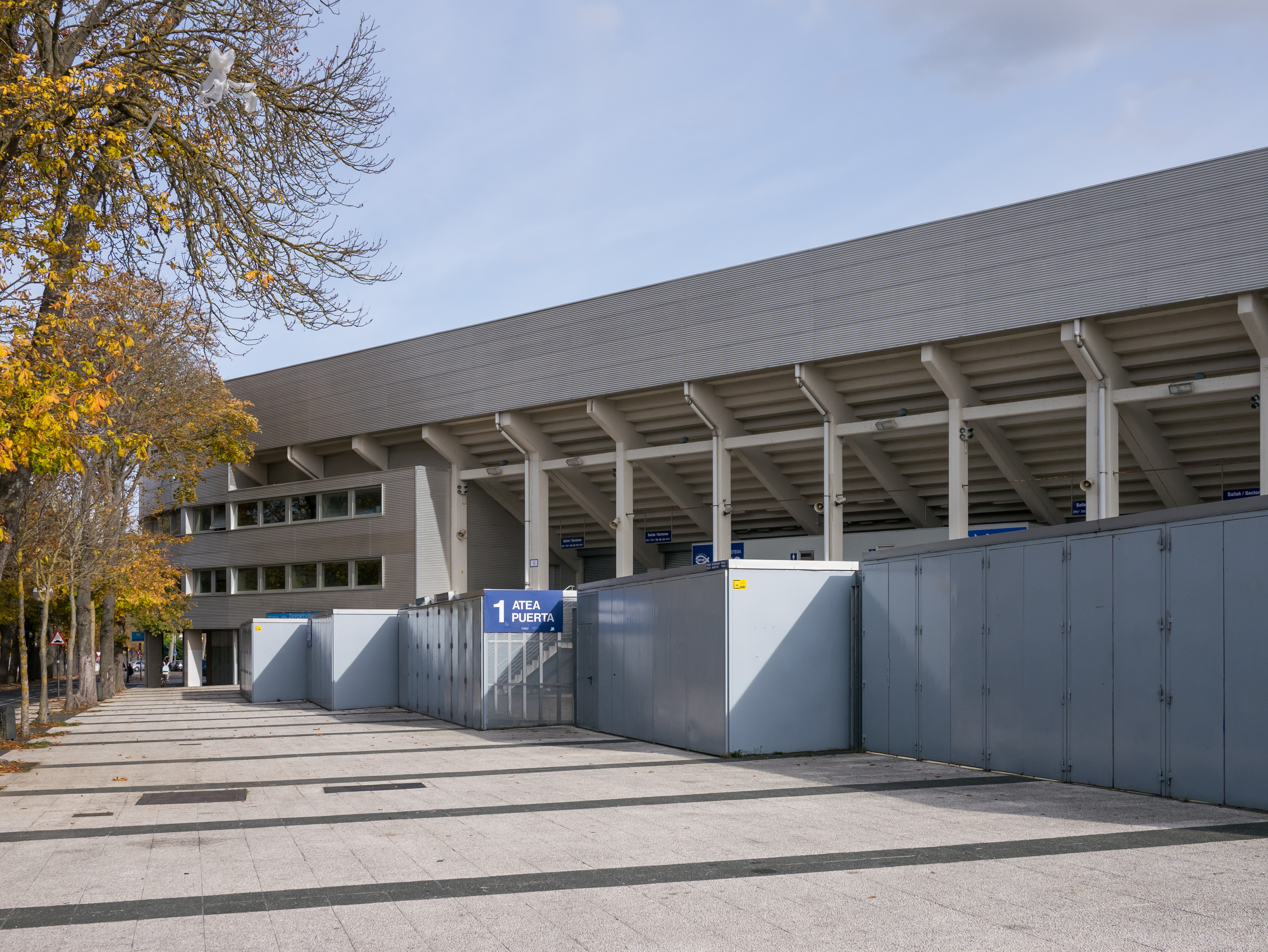
球场外
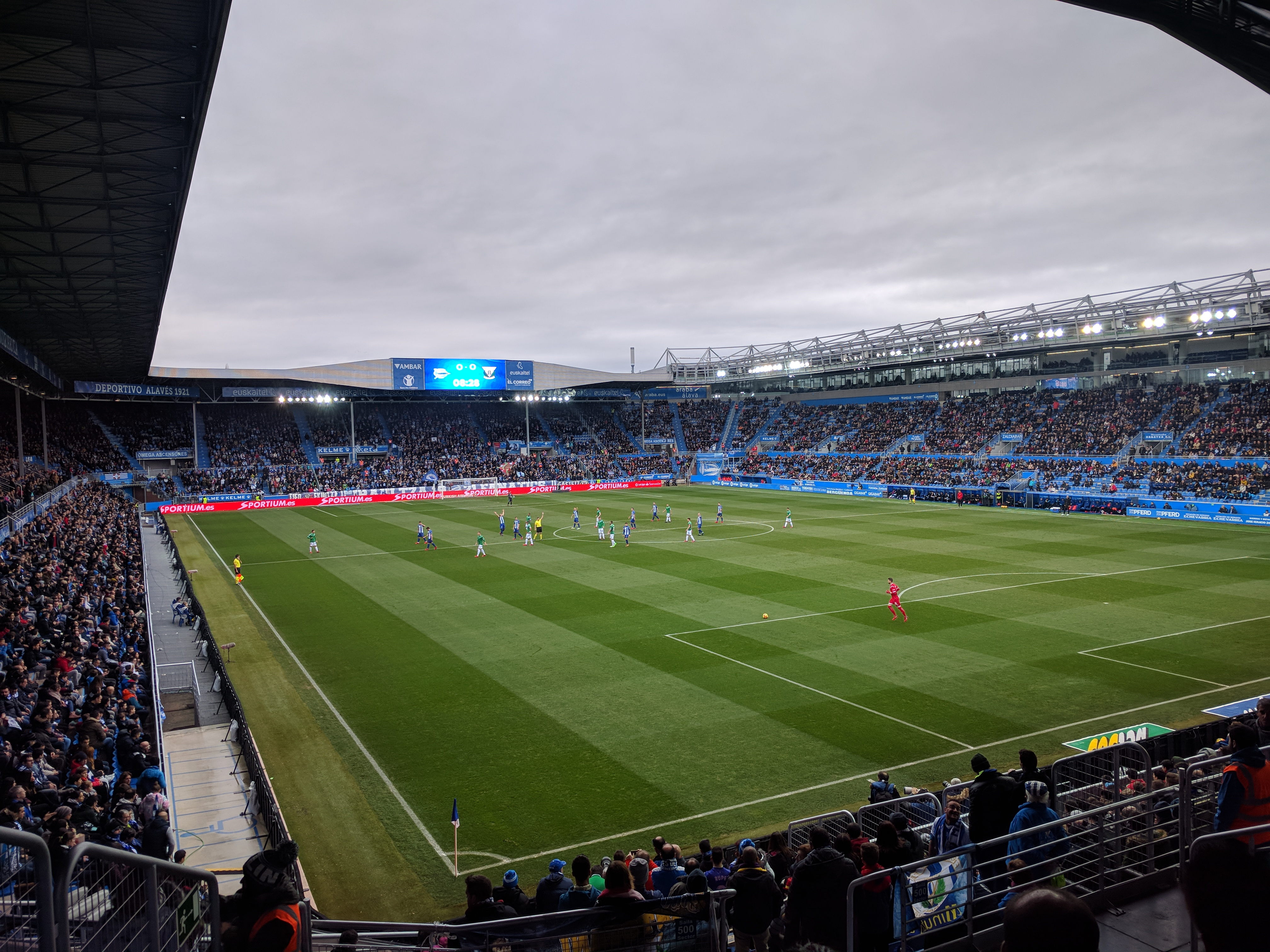
2017年的门迪索罗萨球场
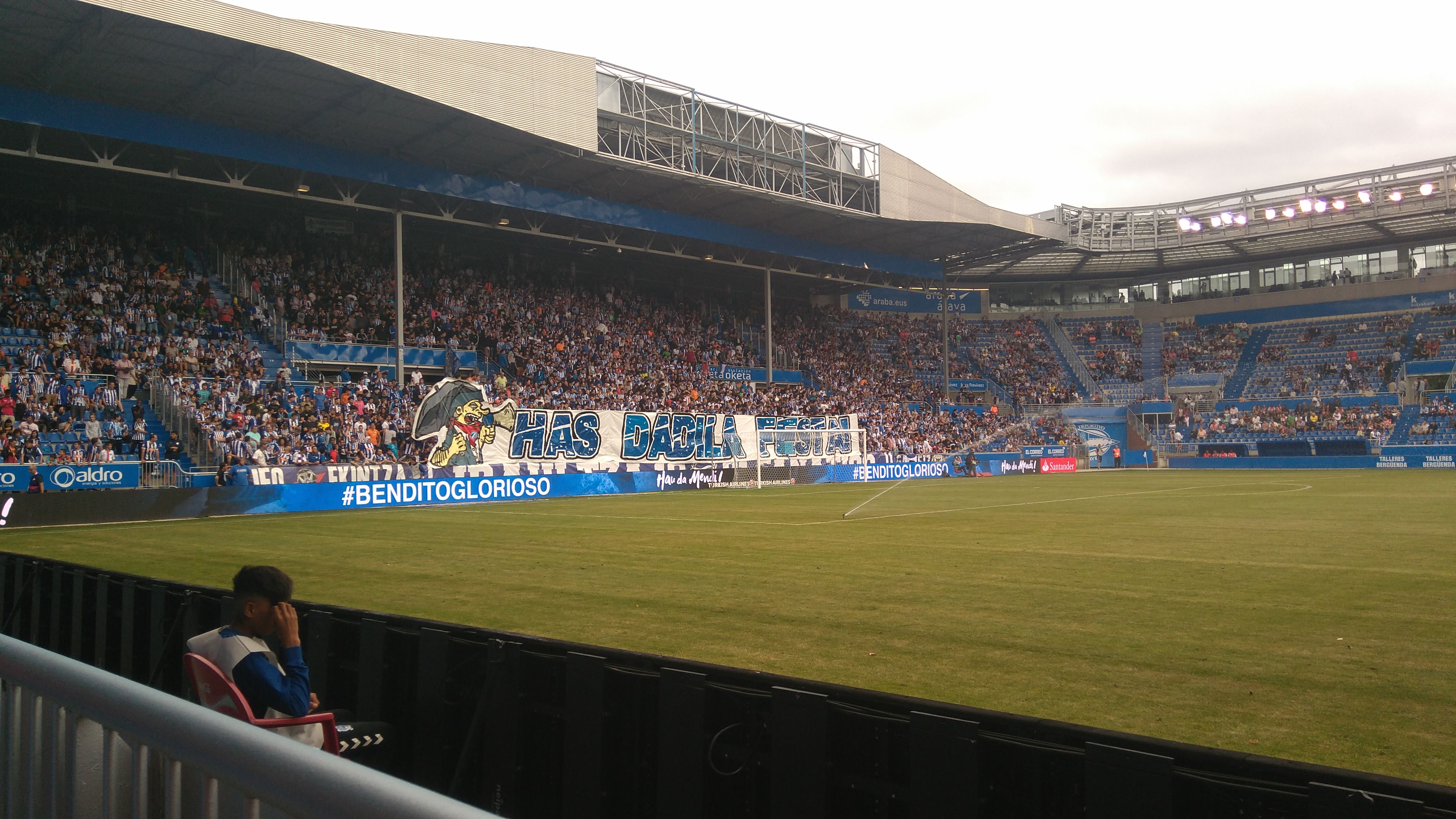
球场内
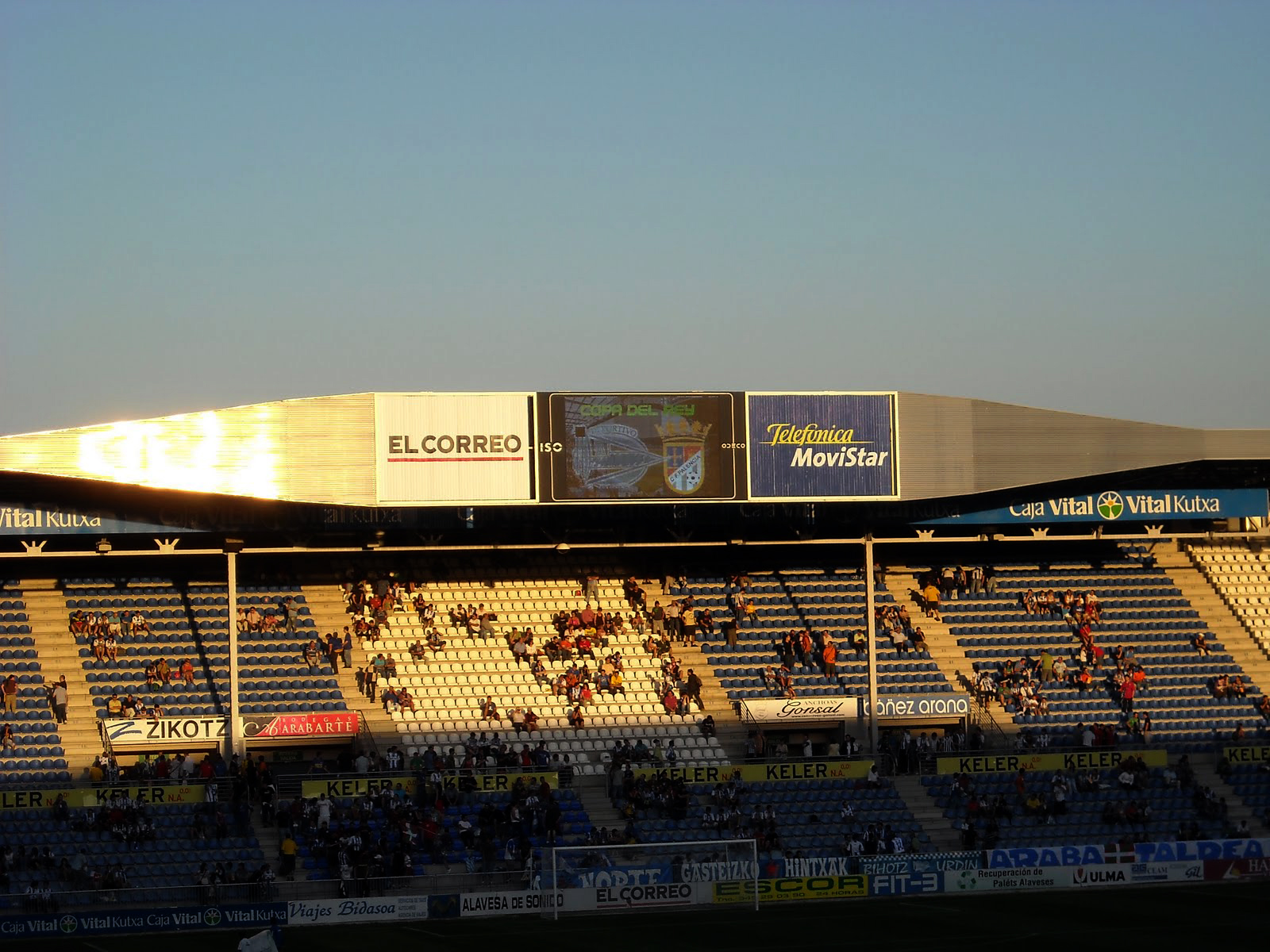
2015年以前使用的旧记分牌
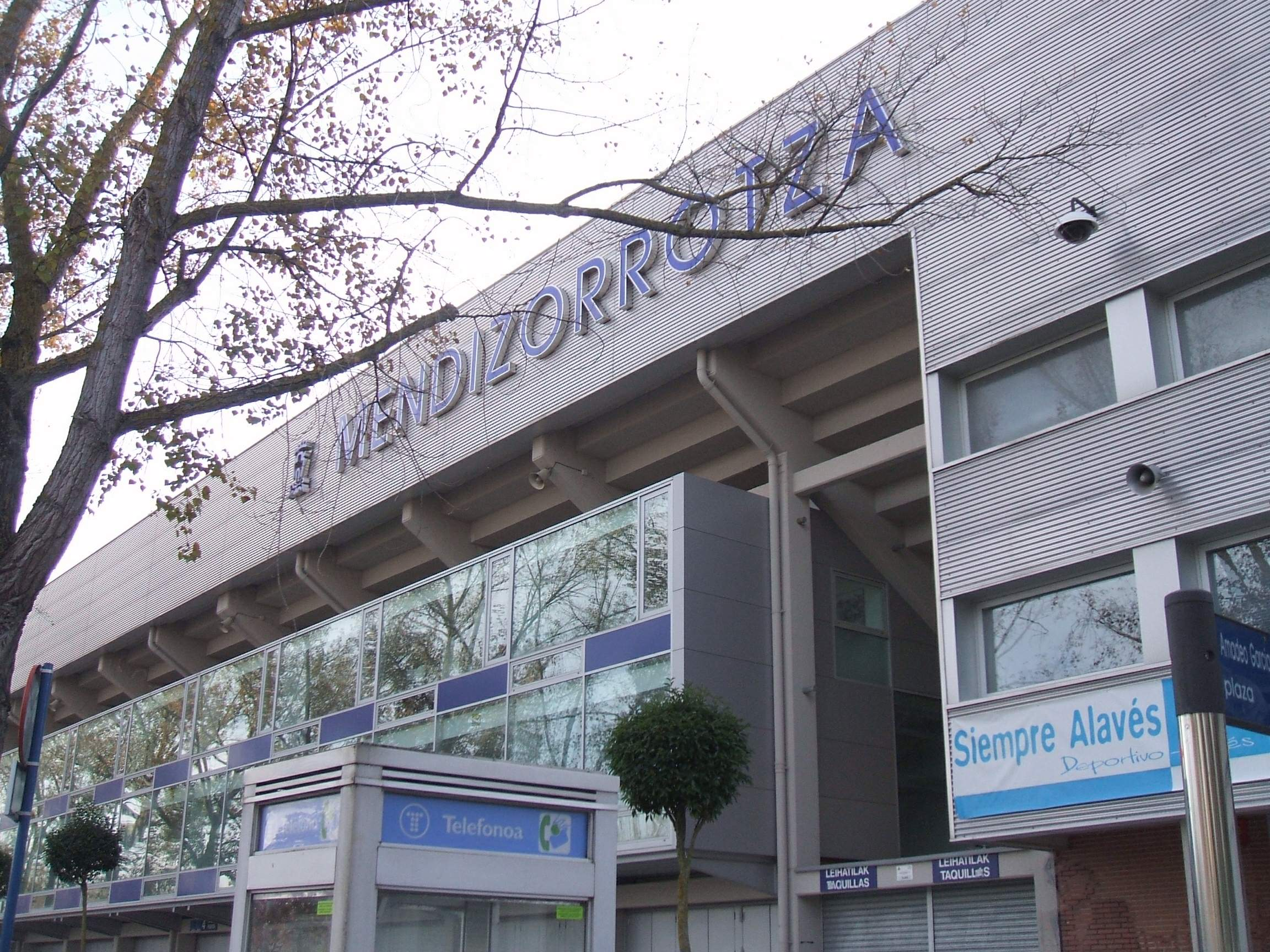
主展台外观